# World Series 2016
Le World Series 2016 sono state la 112ª edizione della serie di finale della Major League Baseball al meglio delle sette partite tra i campioni della National League (NL) 2015, i Chicago Cubs e quelli della American League (AL), i Cleveland Indians. Gli Indians avevano ottenuto il vantaggio del fattore campo in virtù della vittoria dell'American League nell'All-Star Game 2016. I Cubs sconfissero gli Indians in sette partite, la loro prima vittoria delle World Series in 108 anni. Si assicurarono il titolo nella decisiva gara 7 con una vittoria per 8–7 negli extra inning, che segnò la quinta volta che gara 7 venne decisa dopo il nono inning e la prima a comprendere uno slittamento dovuto alla pioggia, fatto avvenuto proprio negli istanti che precedettero l'inizio del decimo inning. Fu solamente la sesta volta nella storia delle World Series che una squadra in svantaggio nella serie per tre vittorie a una finì col vincere il campionato. Fu anche il terzo anno consecutivo che la squadra ospite conquistò le World Series in casa degli avversari.
I Cubs approdarono alle World Series per l'undicesima volta, la prima dal 1945, e vinsero il loro primo titolo dal 1908. Gli Indians invece vi si qualificarono per la sesta volta, la prima dal 1997, con la squadra che aveva vinto le ultime World Series nel 1948. Le due squadre arrivarono dunque alla serie finale come quelle da più tempo a digiuno del titolo, per un totale di 176 anni. Il manager di Cleveland Terry Francona, che si era laureato campione in precedenza con i Boston Red Sox nel 2004 e nel 2007, arrivò a un passo dal diventare il terzo manager, dopo Casey Stengel e Joe Torre, a vincere tutte le sue prime tre apparizioni alla serie finale.
Negli Stati Uniti, la serie è stata trasmessa da Fox e da ESPN Radio. In Canada è stata su Sportsnet mentre in Italia su Sky Sport.

## Squadre

### Chicago Cubs

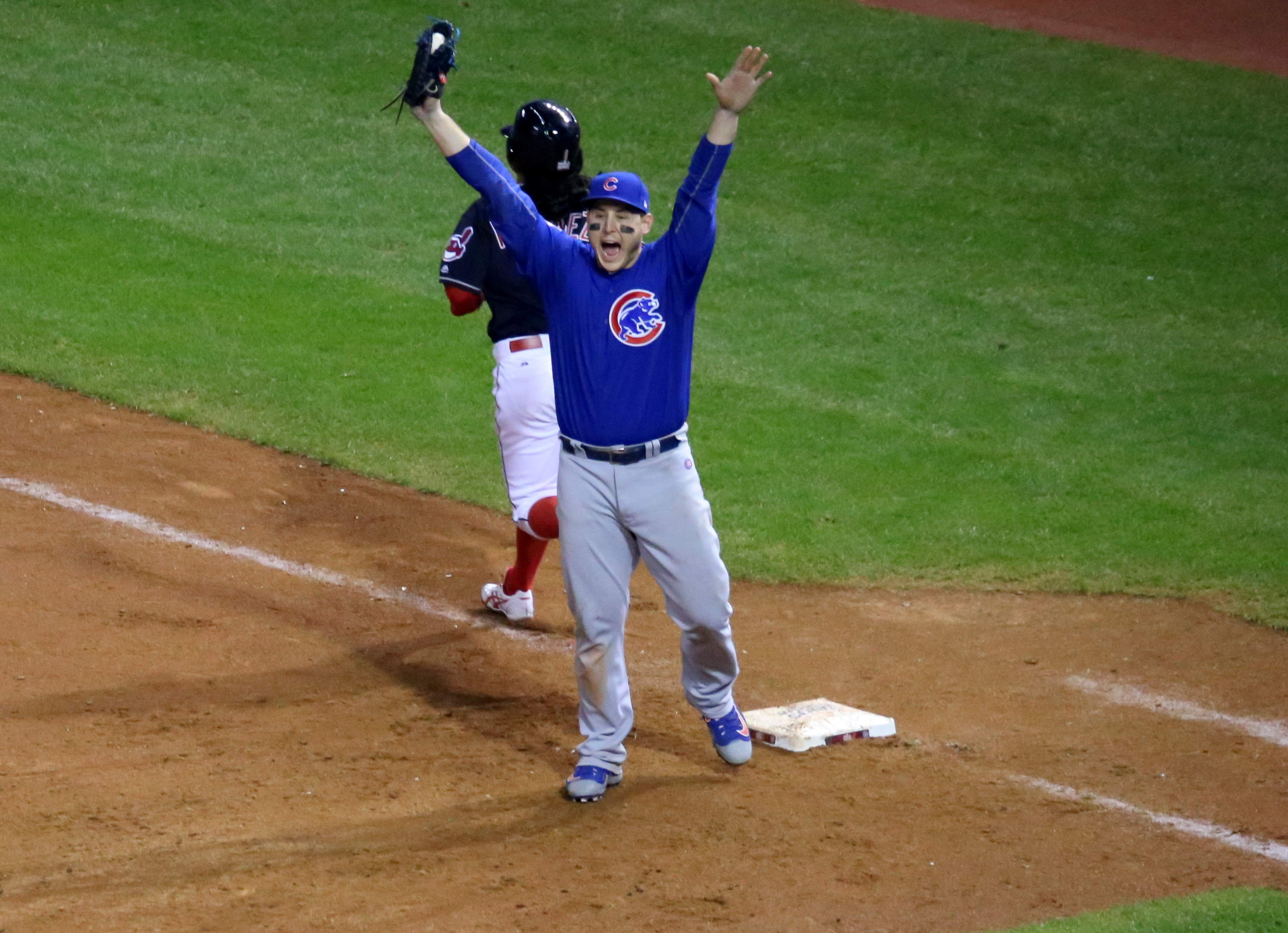
Anthony Rizzo dopo avere effettuato l'ultima eliminazione delle World Series

I festeggiamenti dei Cubs dopo la vittoria di gara 7

i Cubs si qualificarono per i playoff dopo avere vinto National League Central col miglior record delle major league (103–58), vincendo il sesto titolo di division e il primo dal 2008. Sconfissero i San Francisco Giants in quattro partite nelle National League Division Series, prima di conquistare il primo pennant della NL dal 1945 con la vittoria in sei gare sui Los Angeles Dodgers nelle NL Championship Series.
Per il manager dei Cubs Joe Maddon fu la seconda apparizione in finale, quando i suoi Tampa Bay Rays furono sconfitti in sette gare dai Red Sox (allora allenati dal manager dei Indians Terry Francona).

### Cleveland Indians
Gli Indians si qualificarono per i playoff dopo avere vinto la American League Central, il loro ottavo titolo di division e il primo dal 2007. Superarono i Boston Red Sox in tre gare nelle American League Division Series, prima di vincere il pennant in cinque gare contro i Toronto Blue Jays nelle AL Championship Series.
Per il manager degli Indians manager Terry Francona si trattò della terza apparizione alle World Series, a cui giunse con un record da imbattuto di 8-0. Francona aveva conquistato il titolo nel 2004 e 2007 coi Red Sox.

## Sommario
Chicago ha vinto la serie, 4-3.
| Data                                     | Squadra di casa   | Squadra ospite    | Risultato |
| ---------------------------------------- | ----------------- | ----------------- | --------- |
| 25 ottobre                               | Cleveland Indians | Chicago Cubs      | 6-0       |
| 26 ottobre                               | Cleveland Indians | Chicago Cubs      | 1-5       |
| 28 ottobre                               | Chicago Cubs      | Cleveland Indians | 0-1       |
| 29 ottobre                               | Chicago Cubs      | Cleveland Indians | 2-7       |
| 30 ottobre                               | Chicago Cubs      | Cleveland Indians | 3-2       |
| 1º novembre                              | Cleveland Indians | Chicago Cubs      | 3-9       |
| 2 novembre                               | Cleveland Indians | Chicago Cubs      | 7-8       |
| Chicago Cubs (4) - Cleveland Indians (3) |                   |                   |           |

## Le partite

### Gara 1

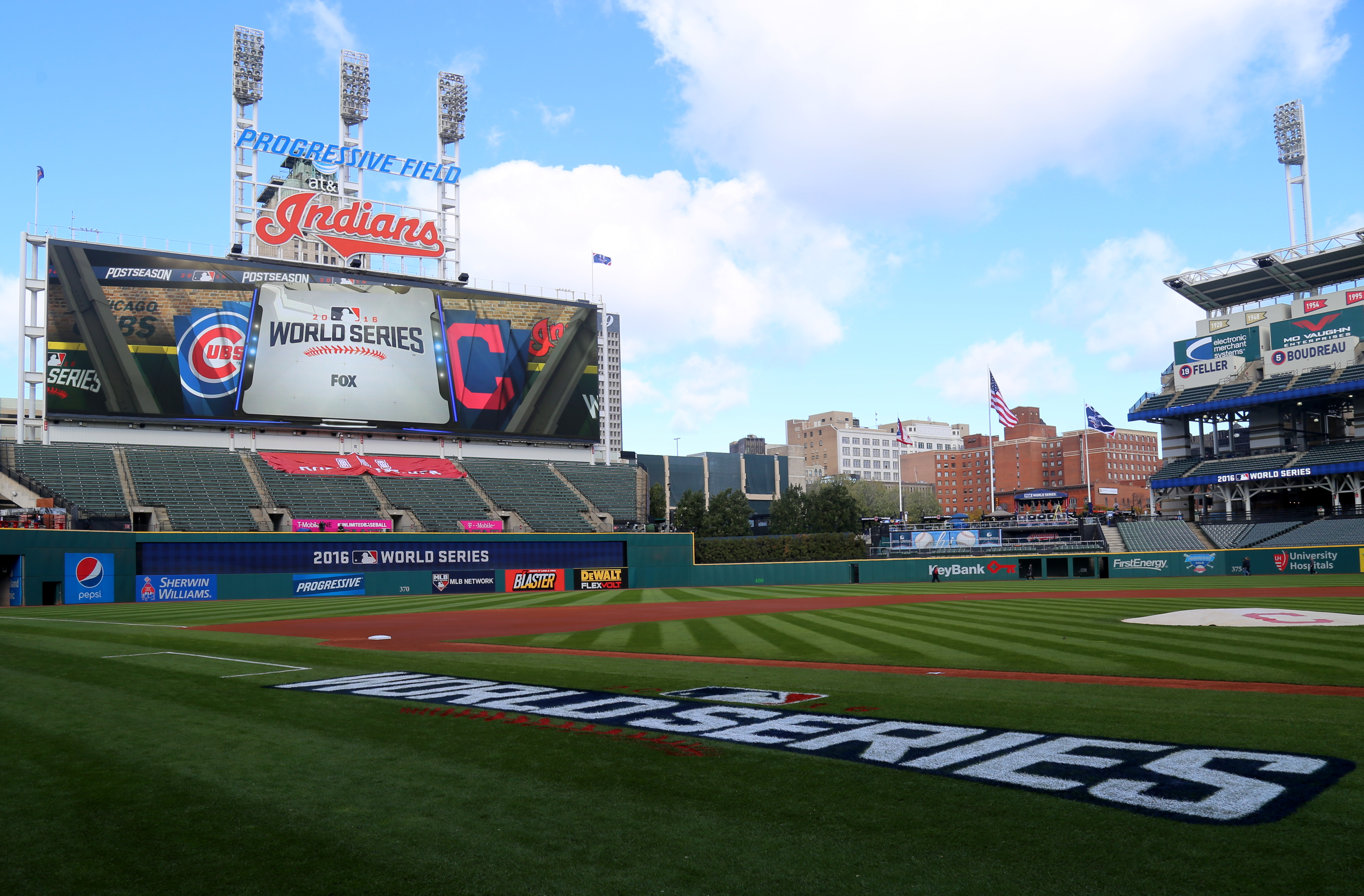
Il Progressive Field, poche ore prima di gara 1 delle World Series 2016

| Chicago | 0 | 0 | 0 | 0 | 0 | 0 | 0 | 0 | 0 | 0 | 7  | 0 |
| Cleveland | 2 | 0 | 0 | 1 | 0 | 0 | 0 | 3 | x | 6 | 10 | 0 |
| Vittoria: Corey Kluber (1–0) Sconfitta: Jon Lester (0–1) Home run: CHC: Nessuno CLE: Roberto Pérez 2 (2) Pubblico: 38.091 |   |   |   |   |   |   |   |   |   |   |    |   |

### Gara 2
| Chicago                                                                     | 1 | 0 | 1 | 0 | 3 | 0 | 0 | 0 | 0 | 5 | 9 | 0 |
| Cleveland                                                                   | 0 | 0 | 0 | 0 | 0 | 1 | 0 | 0 | 0 | 1 | 4 | 2 |
| Vittoria: Jake Arrieta (1–0) Sconfitta: Trevor Bauer (0–1) Pubblico: 38.172 |   |   |   |   |   |   |   |   |   |   |   |   |

### Gara 3

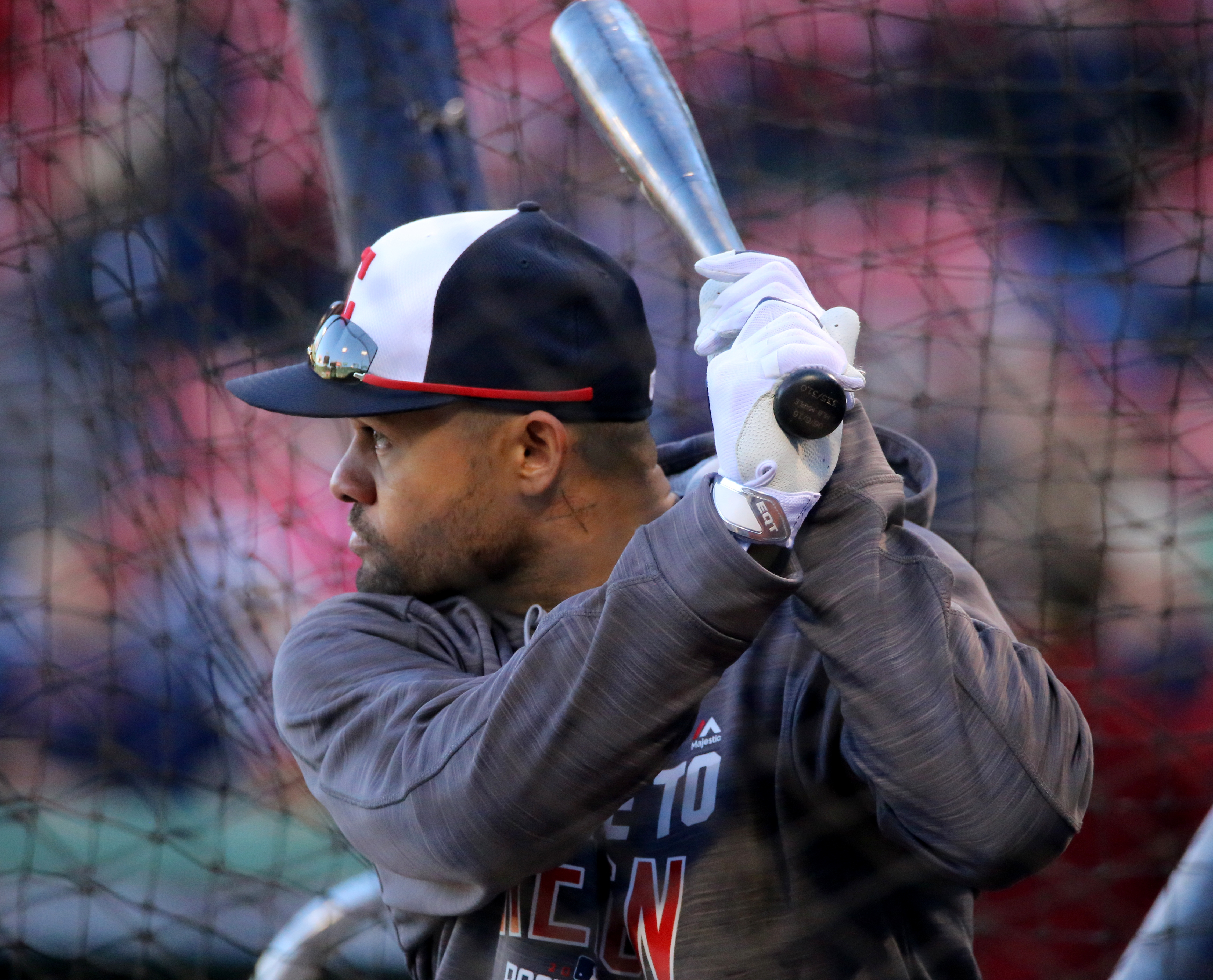
Coco Crisp batté la palla da cui venne l'unico punto di gara 3.

| Cleveland                                                                                           | 0 | 0 | 0 | 0 | 0 | 0 | 1 | 0 | 0 | 1 | 8 | 1 |
| Chicago                                                                                             | 0 | 0 | 0 | 0 | 0 | 0 | 0 | 0 | 0 | 0 | 5 | 0 |
| Vittoria: Andrew Miller (1–0) Sconfitta: Carl Edwards Jr. (0–1) Sv: Cody Allen (1) Pubblico: 41,703 |   |   |   |   |   |   |   |   |   |   |   |   |

### Gara 4
| Cleveland | 0 | 2 | 1 | 0 | 0 | 1 | 3 | 0 | 0 | 7 | 10 | 0 |
| Chicago | 1 | 0 | 0 | 0 | 0 | 0 | 0 | 1 | 0 | 2 | 7  | 2 |

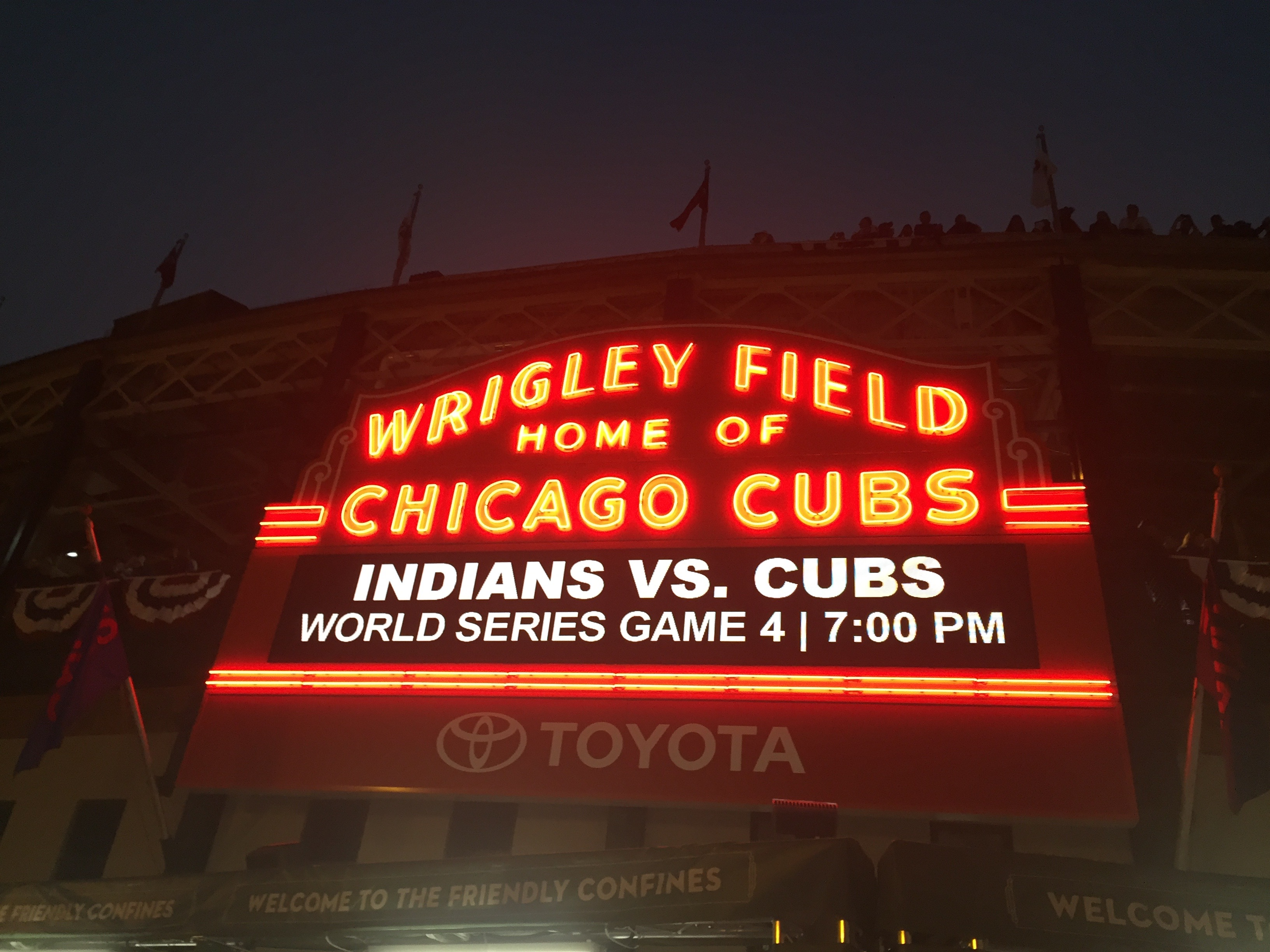
L'insegna del Wrigley Field per gara 4

| Vittoria: Corey Kluber (2–0) Sconfitta: John Lackey (0–1) Home run: CLE: Carlos Santana (1), Jason Kipnis (1) CHC: Dexter Fowler (1) Pubblico: 41.706 |   |   |   |   |   |   |   |   |   |   |    |   |

### Gara 5

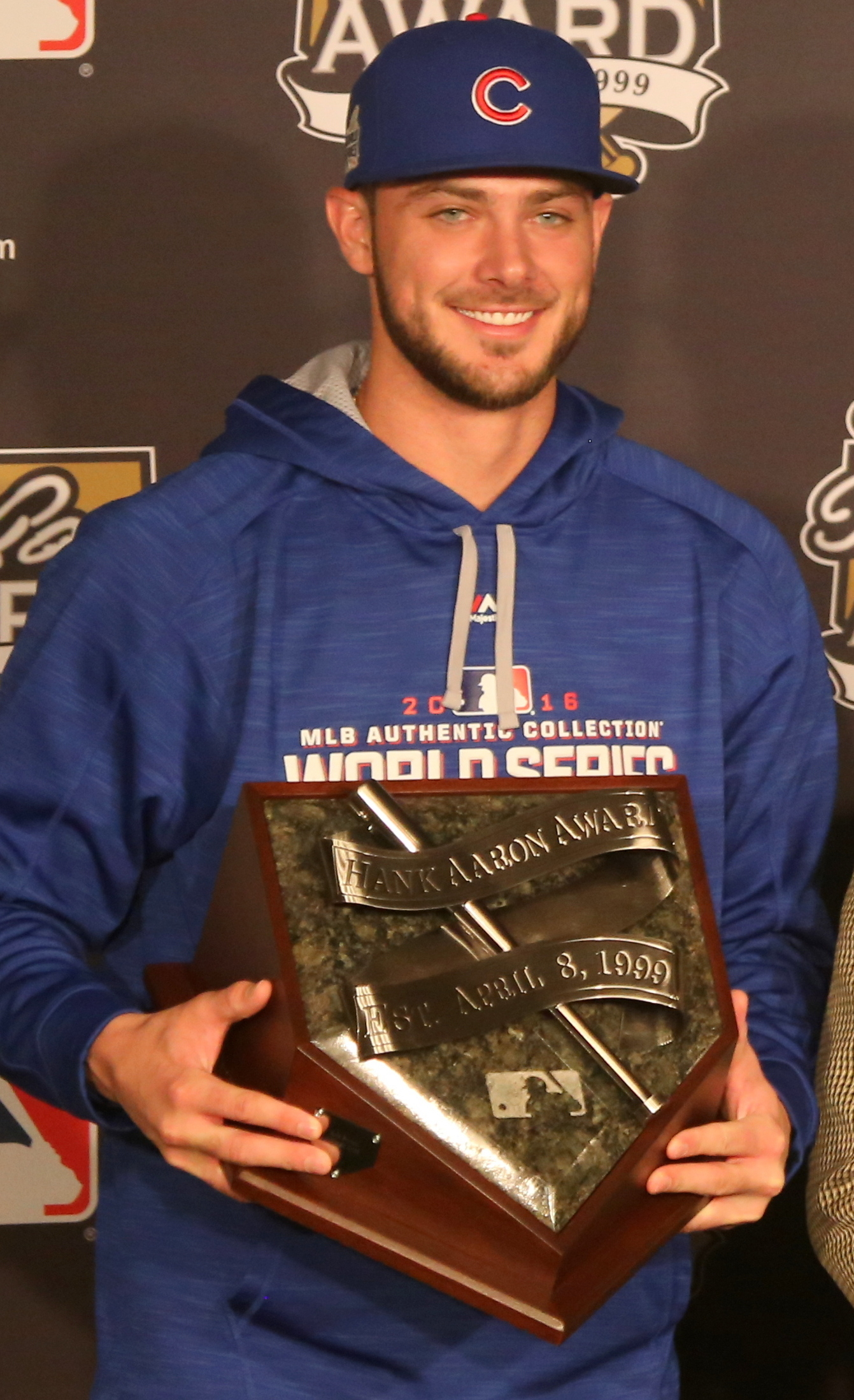
Kris Bryant batté un home run per i Cubs in gara 5.

| Cleveland | 0 | 1 | 0 | 0 | 0 | 1 | 0 | 0 | 0 | 2 | 6 | 1 |
| Chicago | 0 | 0 | 0 | 3 | 0 | 0 | 0 | 0 | x | 3 | 7 | 0 |
| Vittoria: Jon Lester (1–1) Sconfitta: Trevor Bauer (0–2) Sv: Aroldis Chapman (1) Home run: CLE: José Ramírez (1) CHC: Kris Bryant (1) Pubblico: 41,711 |   |   |   |   |   |   |   |   |   |   |   |   |

### Gara 6
| Chicago | 3 | 0 | 4 | 0 | 0 | 0 | 0 | 0 | 2 | 9 | 13 | 0 |
| Cleveland | 0 | 0 | 0 | 1 | 1 | 0 | 0 | 0 | 1 | 3 | 6  | 1 |

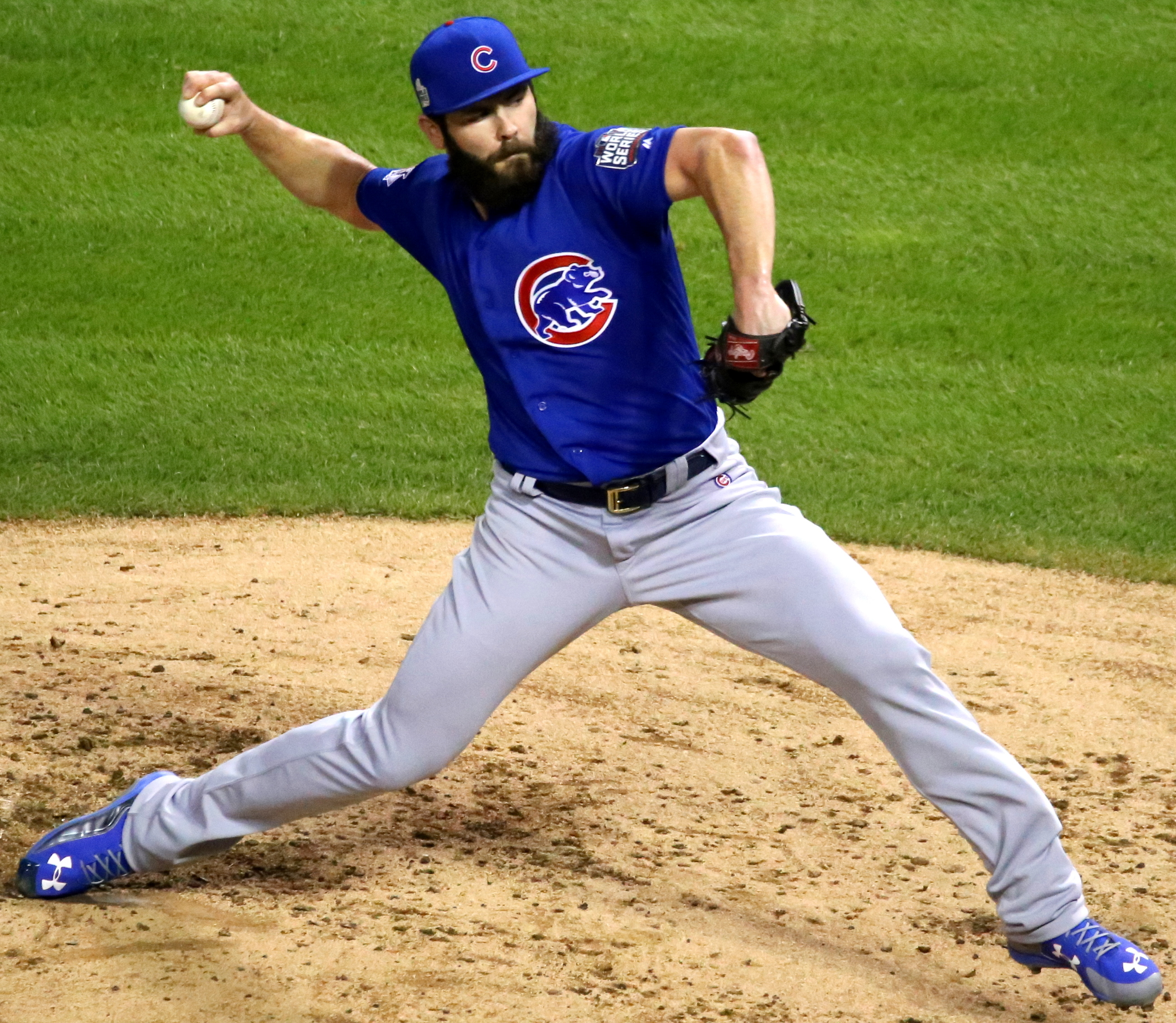
Il lanciatore partente dei Cubs Jake Arrieta nel primo inning di gara 6

| Vittoria: Jake Arrieta (2–0) Sconfitta: Josh Tomlin (0–1) Home run: CHC: Kris Bryant (2), Addison Russell (1), Anthony Rizzo (1) CLE: Jason Kipnis (2) Pubblico: 38,116 |   |   |   |   |   |   |   |   |   |   |    |   |

### Gara 7
| Chicago | 1 | 0 | 0 | 2 | 2 | 1 | 0 | 0 | 0 | 2 | 8 | 13 | 3 |
| Cleveland | 0 | 0 | 1 | 0 | 2 | 0 | 0 | 3 | 0 | 1 | 7 | 11 | 1 |

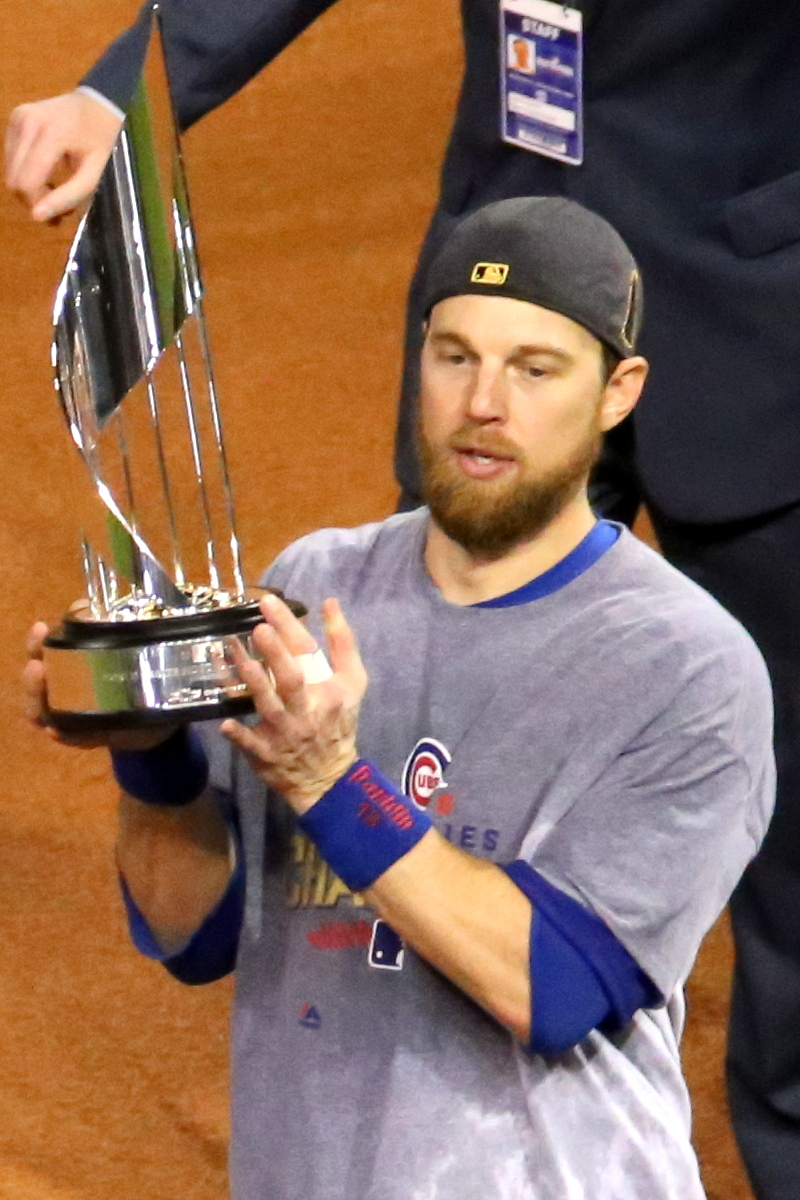
Ben Zobrist col premio di MVP delle World Series.

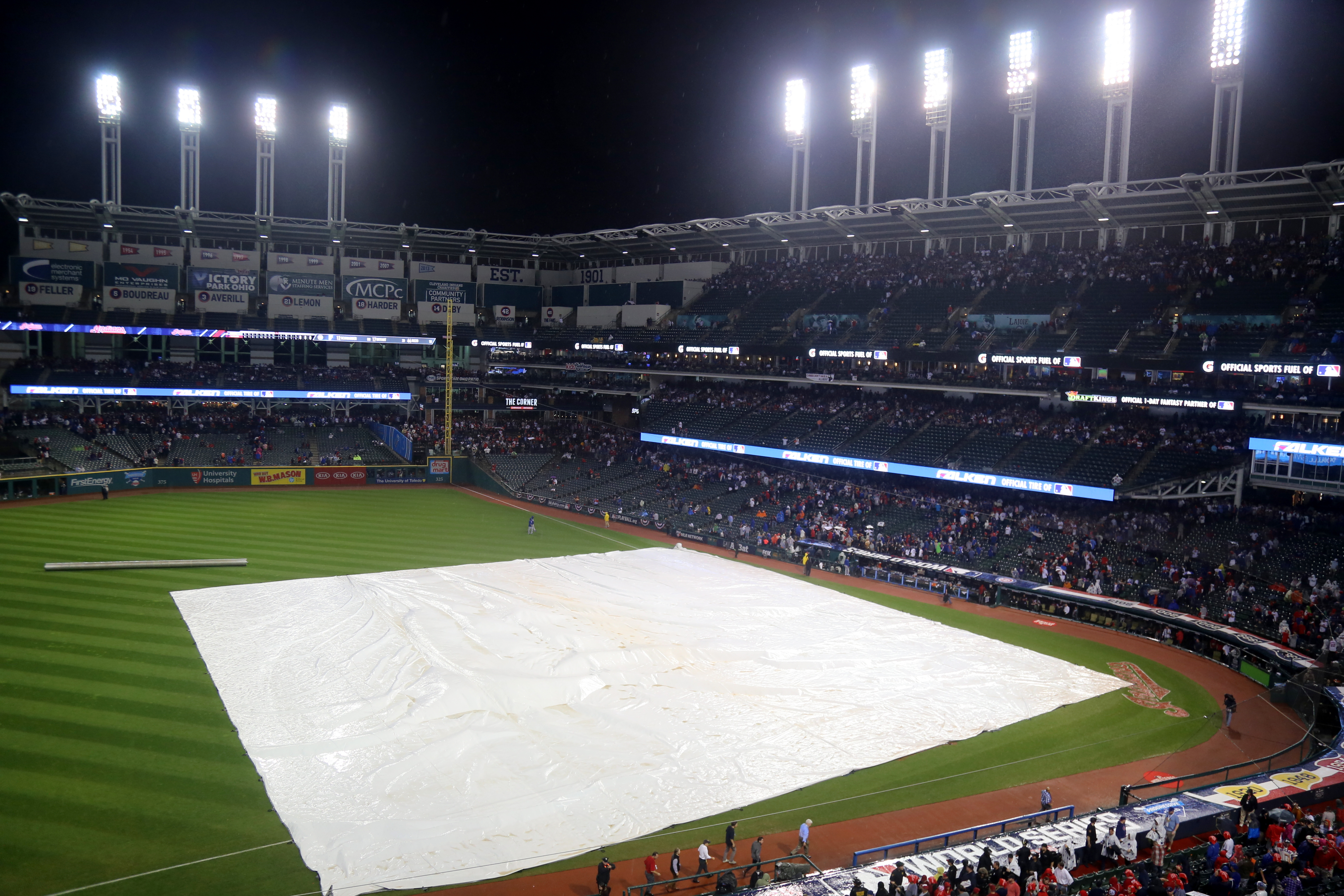
La copertura del campo prima del 10º inning

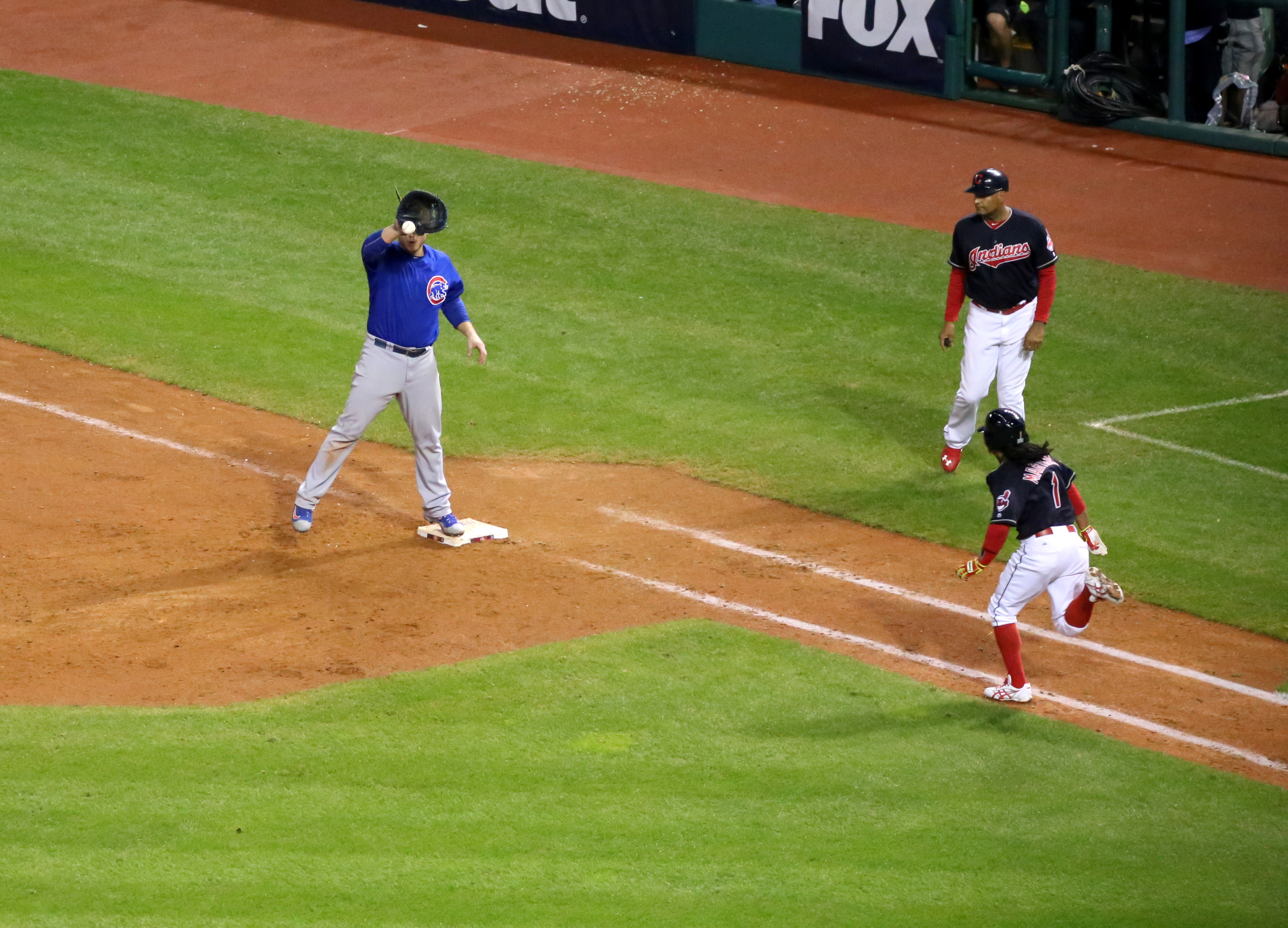
L'ultimo out delle World Series 2016

| Vittoria: Aroldis Chapman (1–0) Sconfitta: Bryan Shaw (0–1) Sv: Mike Montgomery (1) Home run: CHC: Dexter Fowler (2), Javier Báez (1), David Ross (1) CLE: Rajai Davis (1) Pubblico: 38,104 |   |   |   |   |   |   |   |   |   |   |   |    |   |

## Rating televisivi
Game 7 ebbe oltre 40 milioni di telespettatori, il massimo fatto registrare da una gara di baseball da gara 7 delle World Series 1991.
| Gara | Rating | Share | Audience U.S.A. (in milioni) | Note   |
| ---- | ------ | ----- | ---------------------------- | ------ |
| 1    | 11.3   | 20    | 19.4                         | [ 13 ] |
| 2    | 10.2   | 18    | 17.4                         | [ 14 ] |
| 3    | 11.0   | 20    | 19.4                         | [ 15 ] |
| 4    | 9.3    | 18    | 16.7                         | [ 16 ] |
| 5    | 13.1   | 21    | 23.6                         | [ 17 ] |
| 6    | 13.3   | 23    | 23.4                         | [ 18 ] |
| 7    | 21.8   | 37    | 40.0                         | [ 19 ] |
|      |        |       |                              |        |